# 朝田墳墓群
朝田墳墓群（あさだふんぼぐん）は、山口県山口市朝田・吉敷に所在する弥生の墳墓から古墳への過渡期の墓制の変遷がたどれる遺跡である。別称は、朝田墳墓群第I地区という。1982年（昭和57年）4月30日、国の史跡に指定された。

## 概要
本墳墓群は、山口盆地南西部の丘陵先端部に位置し、弥生時代から古墳時代にかけての朝田墳墓群と総称される墓域が存在する。この墳墓群は4地区に分けられるが、最北の第Ⅰ地区のみ遺存し、史跡に指定されている。他地区は道路建設のために調査後に取り除かれ、消滅した。

### 第I地区
残った第1地区は標高40メートルの丘陵先端部に所在する。そこには、弥生時代後期～終末期の箱式石棺13基、石蓋土壙墓4基、土壙墓12基、壺棺墓4基、方形台状墓1基と古墳時代前期の円形台状墓6基、後期の竪穴系横口式石室墳と墳丘をもつ横穴墓とが各1基などの集団墓地が形成されている。

### 第13号石棺
この石棺は弥生時代後期後半の方形台状墓のもので、その副葬品は、他の石棺のものに比べて質量ともに豊かな内容であり、小型の内行花文鏡、素環頭刀子、鉄鎌、ガラスや貝製の装身具類などの品々である。この時代にはすでに階層分化が始まっていたと考えられている。